# Mike Kolen
Mike Kolen (Opelika, Alabama; 31 de enero de 1948-Johannesburgo, 3 de abril de 2024) fue un jugador estadounidense de fútbol americano que jugó ocho temporadas en la NFL con los Miami Dolphins en la posición de linebacker y ganó dos anillos de Super Bowl.

## Carrera
Fue seleccionado en la ronda 12 posición 289 por los Miami Dolphins proveniente de Auburn Tigers, universidad con la que fue seleccionado en dos ocasiones al mejor equipo de la conferencia y nombrado en el segundo equipo All-American en 1969 reconocido por la fuerza en el golpeo.
Estaba involucrado en una de las más famosas jugadas en la historia de la NFL cuando el 21 de diciembre de 1974 en el playoff ante los Oakland Raiders protagonizó el llamado The Sea of Hands. Con 35 segundos y con los Dolphins ganando 26-21, los Raiders tenían el balón en 1° y Gol en la yarda 8 de Miami. El quarterback Ken Stabler lanzó un pase que rebotó en la línea y lo recuperó, pero sería capturado por el liniero defensivo Vern Den Herder. Estando en el suelo, Stabler le tiró el balón al running back Clarence Davis en la línea de gol. Davis sería rodeado por tres jugadores de los Dolphins, incluyendo a Kolen. Kolen tomó el balón para luego empezar a correr, pero Davis, a causa de un "mar de manos," se quedó con el balón y anotó el touchdown con el que los Raiders ganaron y terminaron con la dinastía de los Dolphins.

## Vida personal
Vivió en Birmingham, Alabama junto a su esposa Nancy. Tuvo dos hijos, Kelly y John, además de cinco nietos. Era dueño de Kolen Financial Team y trabajaba con su hijo. Más tarde publicó el libro The Greatest Team: A Playbook for Champions.